# 蒂塔切里
蒂塔切里（Thittacheri），是印度泰米尔纳德邦Nagapattinam县的一个城镇。总人口8484（2001年）。

## 人口
该地2001年总人口8484人，其中男性4118人，女性4366人；0—6岁人口974人，其中男498人，女476人；识字率76.54%，其中男性为82.47%，女性为70.96%。